# شهرت میرخولدیرشوئف
شهرت میرخولدیرشوئف (ازبکی: Шухрат Мирхолдиршоев؛ زادهٔ ۵ مارس ۱۹۸۲) بازیکن فوتبال اهل ازبکستان بود.
از باشگاه‌هایی که در آن بازی کرده است می‌توان به باشگاه فوتبال مشعل مبارک، باشگاه فوتبال اندیجان، باشگاه فوتبال نوبهار نمنگان، باشگاه فوتبال متالورگ بیک‌آباد، و باشگاه فوتبال نسف قرشی اشاره کرد.
وی همچنین در تیم ملی فوتبال ازبکستان بازی کرده است.